# 欖口村
欖口村位於香港新界元朗區屏山的東南部，是元朗區屏山鄉的其中一個原居民村落，與山廈村相鄰，較接近元朗市的元朗公園，周邊有馬田村及欖口園等村。

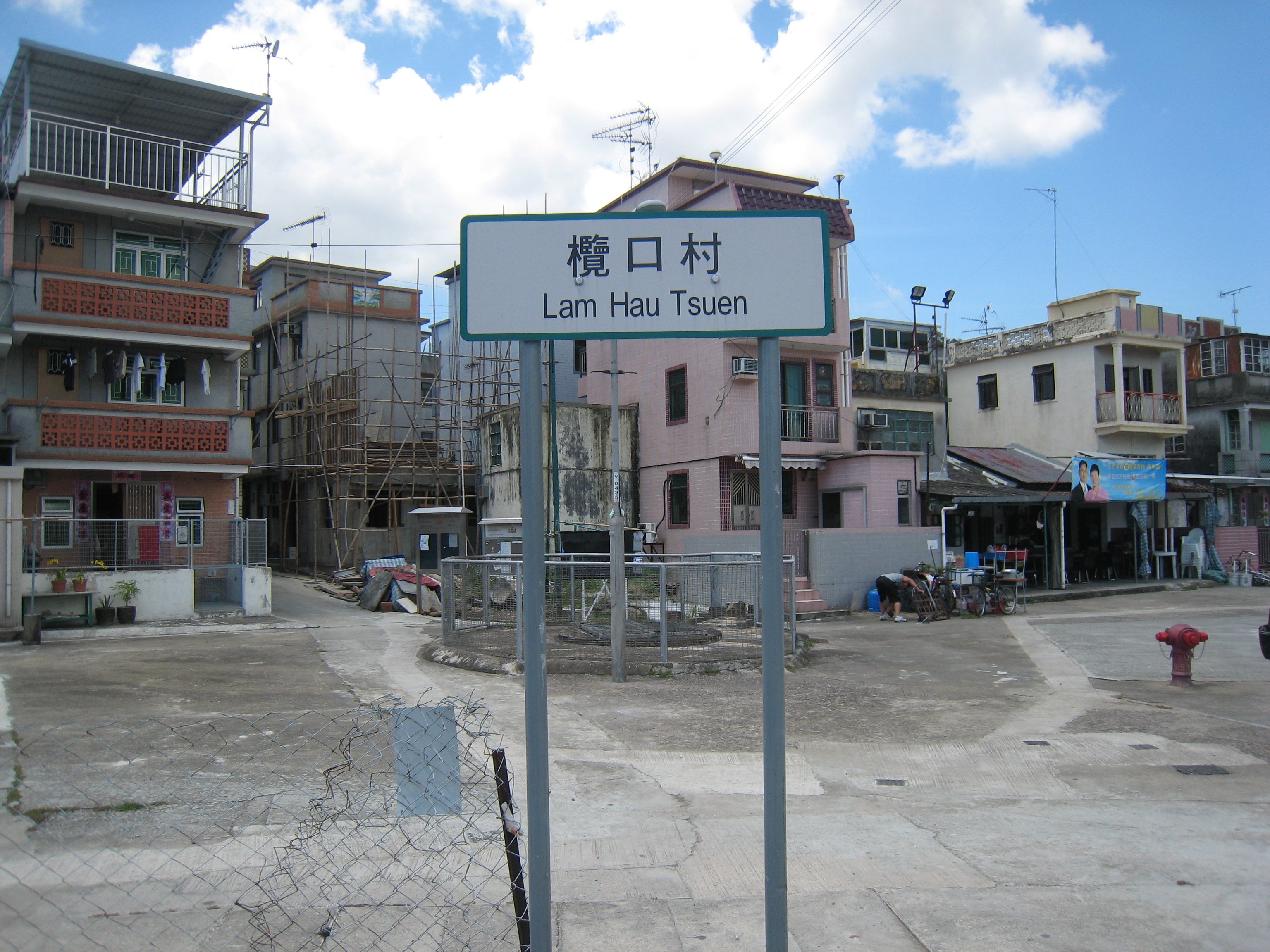
欖口村

## 歷史
欖口村原本由黃氏建村，後來發展成雜姓村落，現時住有張、莫、文、葉和駱氏。欖口村張氏是鄰近山廈村張氏的分支，張氏第十四世祖張君亨於1669年復界後（清康熙年間）遷入欖口村。1911年，欖口村有人口237人。1960年，有人口1,105人，共170戶。
2012年末，欖口村村民間就村口停車場業權問題發生衝突。該地屬於廈村鄧氏祖堂地，有張氏原居民計畫與鄧氏合作發展土地，遭村代表莫福能、張錦福等數十名村民阻止。

## 建築
- 圍門（香港三級歷史建築），建於18世紀。[5]
- 神廳（香港三級歷史建築），建於18世紀。[6]
- 仁壽堂（張氏家祠）（香港三級歷史建築）：建於1924年以前，1981年重修。[7]
- 四喜堂：建於1960年代，莫、文、葉和駱氏祠堂
- 公立華封學校：建於1958年，建築費用由山廈村、欖口村和政府三方分擔[8]，2006年結束辦學。

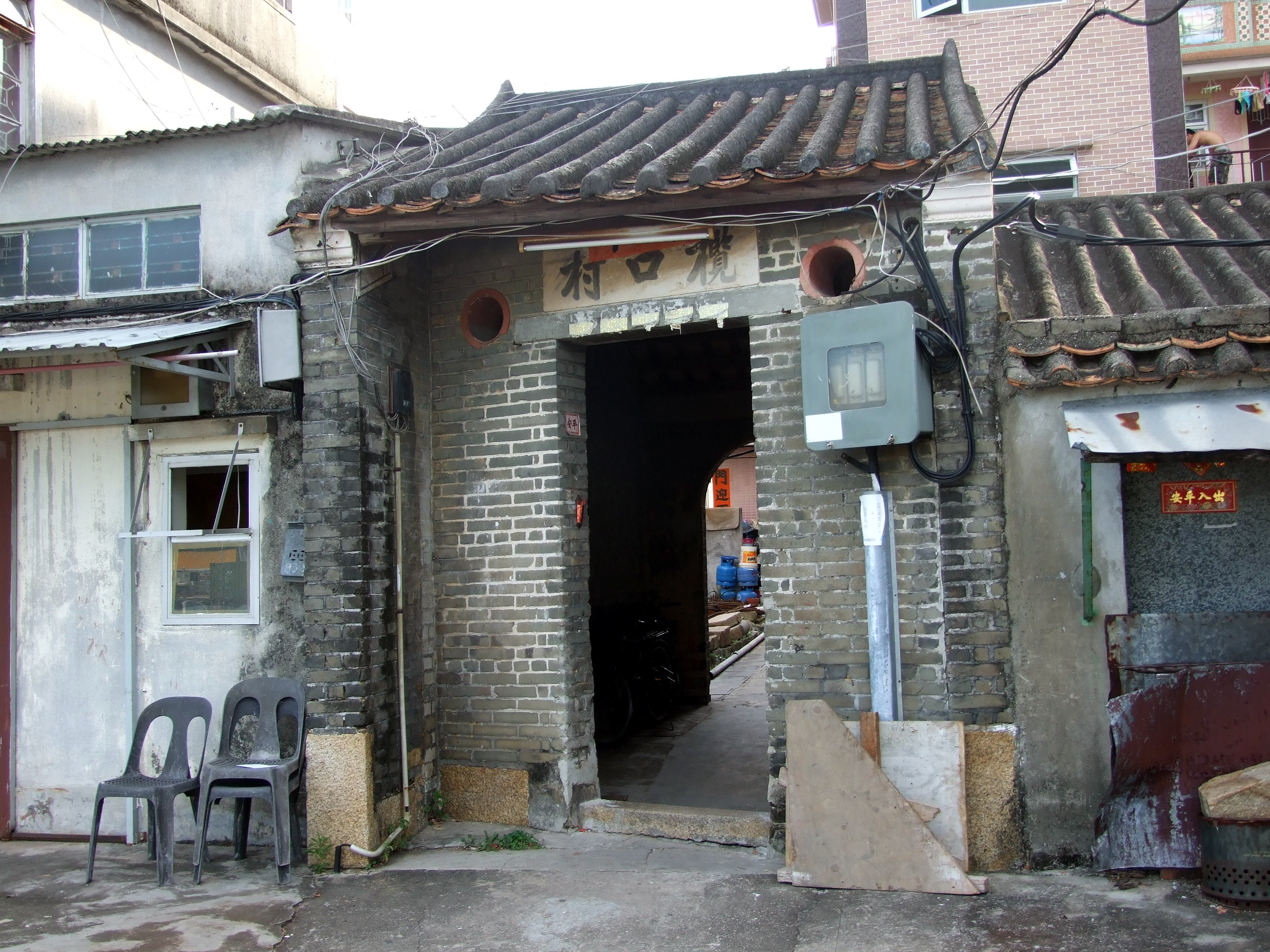
欖口村圍門

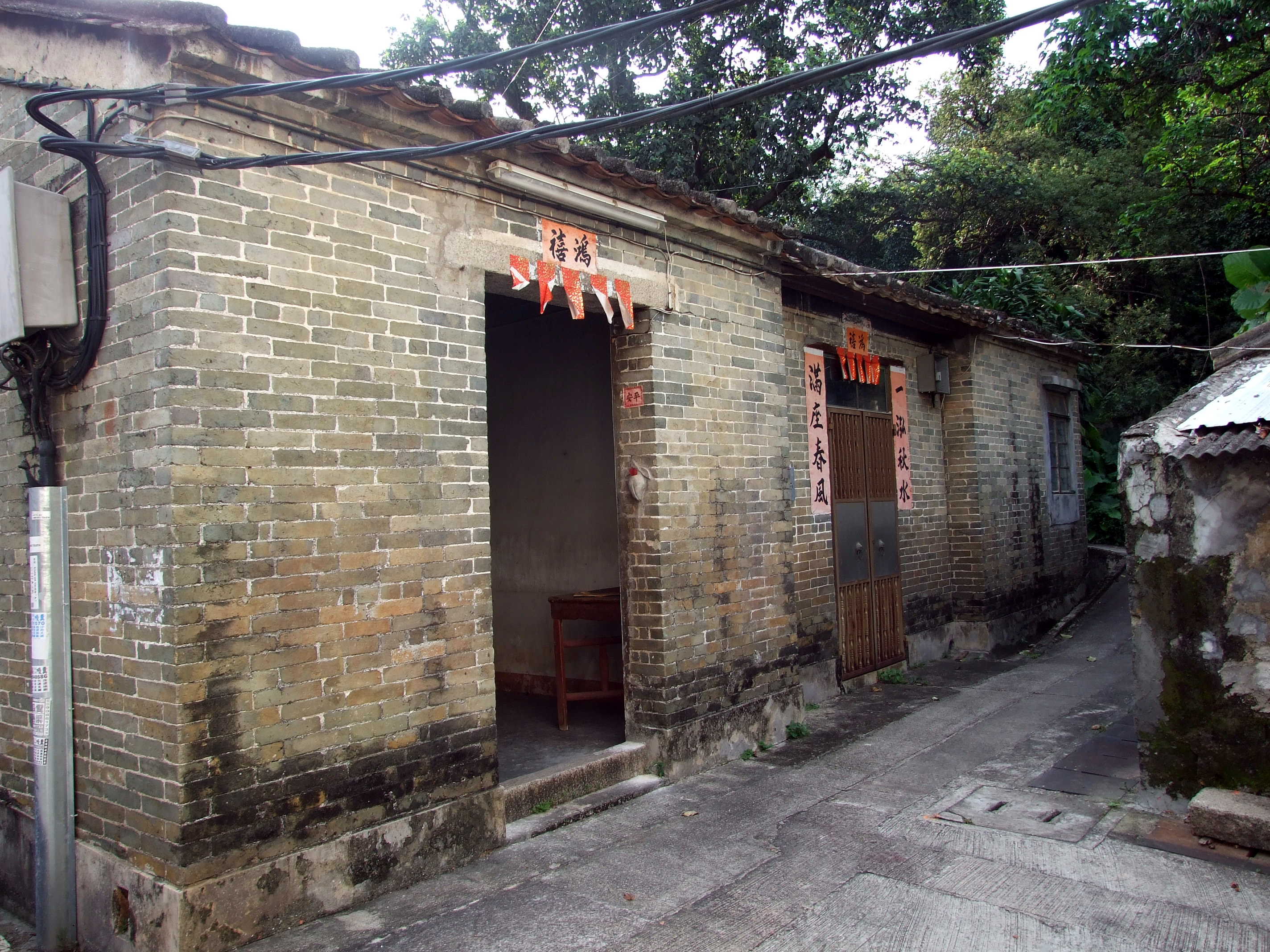
欖口村神廳

## 交通
欖口村居民長久以來都沒有專利巴士或專綫小巴服務，直至1990年代開始才有類似鄉村車模式的巴士服務，近年被正式命名為居民巴士NR957線，由一輛由村民開設的豐田Coaster中型巴士行走。
欖口村居民長期以來依靠不具名村路往返，直至欖口村路於2006年通車，車輛才可採用較平坦的途經。
居民巴士NR957線以欖口村村口為總站，在平日日間及星期日上午服務。